# Släntsmalbi
Släntsmalbi (Lasioglossum nitidiusculum) är en biart som först beskrevs av Kirby 1802. Släntsmalbi ingår i släktet smalbin och familjen vägbin.

## Beskrivning
Ett litet, avlångt bi med metalliskt mörk kropp och en gles, ljus päls. Benen är brunorange. Hanen har en blekgul spets på clypeus (munskölden) samt gul överläpp och gula käkar. Hos båda könen är antennerna gula på undersidan. Hanen har dessutom vita hårfläckar på tredje till femte sterniten, däremot saknar båda könen de vita hårband på tergiterna som är vanliga hos många av släktets arter. Honan har en kroppslängd på omkring 6 mm, hanen något mindre, 5–6 mm.

## Ekologi
Arten förekommer i många habitat som skog, ängar, åkrar och sandiga områden. Flygtiden varar från slutet av mars till september/oktober för honor, mitten av juni till mitten av september för hanar. Arten hämtar näring från flera familjer av blommande växter, men föredrar gula korgblommiga och korsblommiga växter. Övriga växtfamiljer den påträffats på är flockblommiga växter, strävbladiga växter, videväxter och grobladsväxter.

### Fortplantning
Arten är solitär, en enda hona svarar för avkommans vård. Hon bygger sina larvbon i form av slingrande gångar med flera larvceller i rad i marken i branta sandslänter. Det är vanligt att flera honor gräver ut sina individuella larvbon nära varann, i stora kolonier. Bona kan återanvändas av flera generationer. Bona kan parasiteras av snyltbin som blodbiarterna Släntblodbi (Sphecodes crassus), småblodbi (Sphecodes geoffrellus) och pannblodbi (Sphecodes miniatus) samt gökbiet Nomada sheppardana som lägger ägg i släntsmalbiets larvceller, ett ägg i varje cell. Blodbihonorna förstör värdägget (eller den nykläckta -larven) i samband med äggläggningen, medan gökbilarverna själva äter upp värdägget eller -larven. I båda fallen lever de inkräktande larverna på värdlarvernas matförråd.

## Utbredning
Släntsmalbiet finns i större delen av Europa och angränsande asiatiska områden; från England och Wales, med spridda förekomster i Skottland och Irland västerut, till Uralregionen och Iran österut samt till Finland och Sverige norrut.
I Sverige finns arten, mycket fragmenterat, i södra delarna av landet upp till Uppland och Västmanland.
I Finland förekommer arten främst i Helsingforstrakten, men har tidigare (1950-talet till tidigt 1970-tal) observerats i de södra och sydöstra delarna av landet upp till Egentliga Tavastland och Södra Savolax.

## Status
Globalt är arten ohotad, och IUCN klassificerar den som livskraftig ("LC").
Enligt Finlands artdatacenter är arten akut hotad ("CR") i Finland.
Arten är klassificerad som sårbar ("VU") i Sverige. Främsta hot förefaller vara habitatförlust till följd av igenväxning.

## Taxonomi
Arten har två underarter, Lasioglossum nitidiusculum nitidiusculum och Lasioglossum nitidiusculum pseudocombinatum. Den senare är endemisk för Sardinien, den finns bara där.